# Radikálová polymerizace
Radikálová polymerizace je polymerizační reakce, při níž polymer vzniká adicí volných radikálů. Radikály se mohou tvořit mnoha různými mechanismy, kterých se často účastní molekuly iniciátorů. Po svém vzniku se radikály adují na (neradikálový) monomer, čímž dochází k prodlužování řetězce.
Radikálovou polymerizací se vyrábí mnoho důležitých polymerů a kompozitních materiálů. Nepříliš specifické vlastnosti interakcí volných radikálů z ní činí nejuniverzálnější typ polymerizace a umožňuje výrobu velkého množství různých látek.
Radikálová polymerizace je jedním z typů řetězcové polymerizace společně s aniontovou, kationtovou a koordinační polymerizací.

## Iniciace
Iniciace je prvním krokem polymerizační reakce, během ní se vytvářejí aktivní centra, ze kterých se vytváří polymerový řetězec. K určitým monomerům se hodí jen některé iniciátory. Radikálová polymerizace nejlépe probíhá na dvojné vazbě uhlík-uhlík vinylových sloučenin a vazby uhlík-kyslík u aldehydů a ketonů.
Iniciace se skládá ze dvou částí: v první se z iniciujících molekul vytvoří jeden nebo dva radikály. Ve druhé se radikály přesunou z molekul iniciátoru na molekuly monomeru.

### Druhy iniciace a iniciátorů

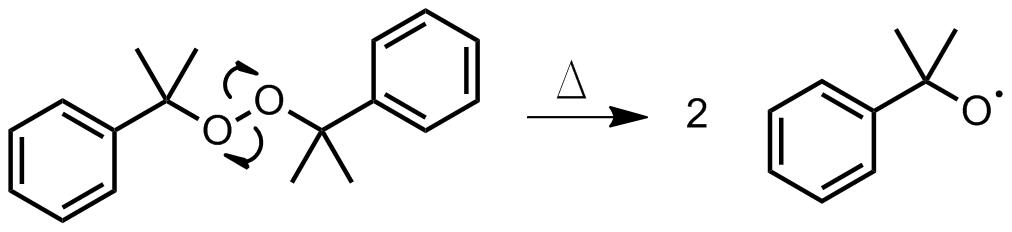
Tepelný rozklad dikumyl peroxidu

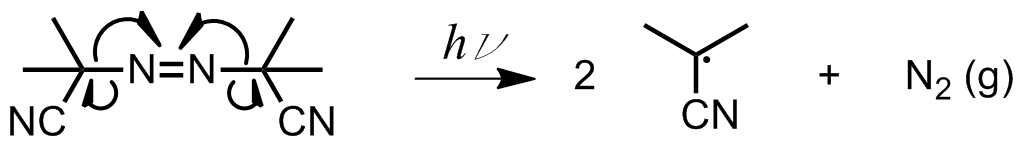
Fotolýza azoisobutylnitrilu (AIBN)

Tepelný rozkladIniciátor se zahřívá, dokud nedojde k homolytickému rozštěpení molekul za vzniku dvou radikálů. Tento postup se nejčastěji používá u organických peroxidů a azosloučenin.
FotolýzaPůsobením záření dojde k homolýze za tvorby dvou radikálů. Tento postup se obvykle používá u jodidů a alkylů kovů a u azosloučenin.
K fotoiniciaci dochází také při bimolekulárním odštěpení vodíku, kdy je radikál v nejnižším excitovaném tripletovém stavu.
Systém fotoiniciátorů by měl mít následující vlastnosti:
- Výrazná absorpce na vlnových délkách 300–400 nm
- Účinná tvorba radikálů schopných reagovat s dvojnými vazbami monomeru
- Dostatečná rozpustnost v systému prepolymer-monmomer
- Fotoiniciátor i všechny vedlejší produkty by měly být netoxické

#### Redoxní reakce
Redukce peroxidu nebo hydrogenperoxidu se dosahuje použitím Fe2+, v řadě případů lze místo něj použít Cr2+, V2+, Ti3+, Co2+ a Cu+.

#### Peroxodisírany
Disociací peroxodisíranu ve vodném roztoku se využívá při emulzních polymerizacích, při nichž radikál difunduje do hydrofobní kapky obsahující monomer.

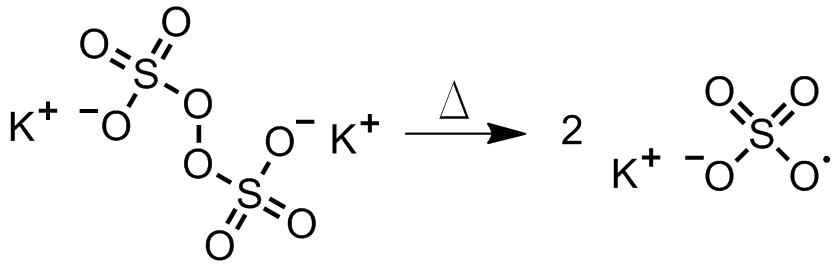
Tepelný rozpad peroxodisíranu

#### Ionizující záření
Záření α, β, γ nebo rentgenové záření způsobí vytržení elektronu z iniciátoru, po němž následuje disociace a záchyt elektronu za vzniku radikálu.

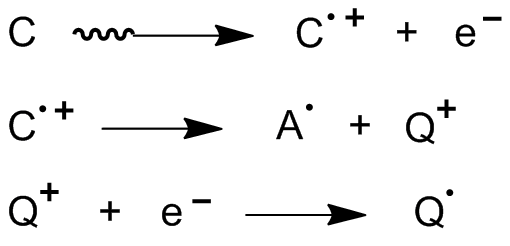
Tři fáze iniciace pomocí ionizujícího záření: vytržení elektronu, disociace a záchyt elektronu

#### Elektrochemická iniciace
K iniciaci radikálové polymerizace lze využít elektrolýzu roztoku obsahujícího monomer a elektrolyt. Molekuly monomeru přijímají elektrony na katodě za vzniku radikálových aniontů a odevzdávají je na katodě za vzniku radikálových kationtů. Radikálové ionty následně iniciují radikálovou (a/nebo iontovou) polymerizaci. Tento druh iniciace je obzvláště vhodný při pokrývání kovových povrchů vrstvami polymerů.

#### Plazma
Plynný monomer se umístí do prostředí s elektrickým polem za nízkého tlaku a vytvoří se plazma. Někdy se soustava zahřívá nebo se umístí do oblasti s vysokofrekvenčním polem, čímž se tvorba plazmatu usnadní.

#### Ultrazvuk
Působením ultrazvuku o vysoké intenzitě na monomer dochází k tvorbě a zanikání dutin v kapalině, což vede k iniciaci. Při zániku těchto dutin dochází k lokálnímu prudkému zvýšení teploty a tlaku, což vede k excitaci elektronů, zániku vazeb a vzniku radikálů.

#### Kvartérní iniciátory
Kvarterní iniciátory jsou kombinací několika druhů iniciátorů v jednom systému. Jako příklad lze uvést výrobu poly(methylmethakrylátu) pomocí systému benzoylperoxid-3,6-bis(o-karboxybenzoyl)-N-isopropylkarbazol-di-η5-indenylzikroniumdichlorid.

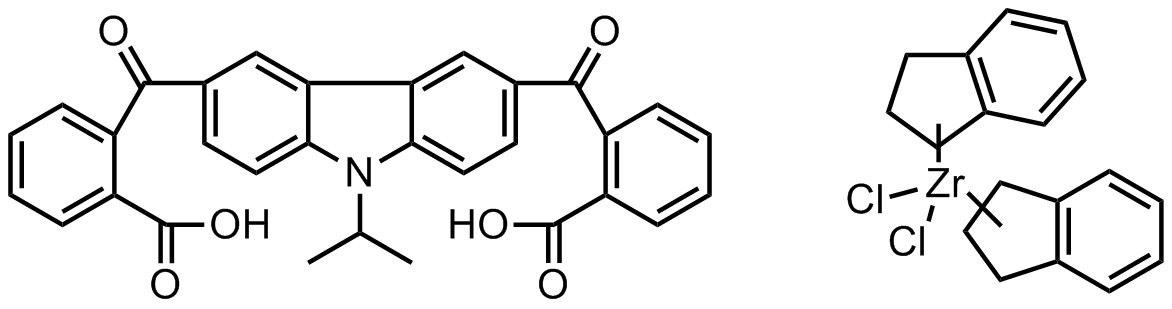
Benzoylperoxid-3,6-bis(o-karboxybenzoyl)-N-isopropylkarbazol-di-η^{5}-indenylzirkoniumdichlorid

Tento systém obsahuje metalocen, radikálový iniciátor a heteroaromatickou karboxylovou diketokyselinu. Metalocen v kombinaci s iniciátorem urychluje polymerizaci a vytváří polymery s užším rozdělením molekulových hmotností. Ve zde uvedeném případě se systém skládá z indenylzirkonia (jako metalocenu) a benzoylperoxidu (jako iniciátoru). Tyto iniciační systémy také obsahují heteroaromatické diketokyseliny, jako je 3,6-bis(o-karboxybenzoyl)-N-isopropylkarbazol, což umožňuje katalyzovat rozklad benzoylperoxidu, a také mají vliv na mikrostrukturu vzniklého polymeru. Společným použitím všech těchto složek, metalocenu, iniciátoru a heteroaromatické diketokyseliny, dochází k urychlení polymerizace a tvorbě polymeru s lepší odolností vůči vysokým teplotám a pravidelnější mikrostrukturou.

### Účinnost iniciátoru
K popisu účinnosti efektivní koncentrace radikálů se používá faktor účinnosti f, jehož nejvyšší teoreticky možná hodnota je 1; v praxi se však obvykle dosahuje hodnot 0,3 až 0,8. K reakcím snižujícím účinnost iniciátoru patří:
- Primární rekombinace: Dva radikály se rekombinují ještě před zahájením iniciace. K tomu dochází, pokud se mezi vytvořenými radikály nenachází žádná molekula rozpouštědla.[2]

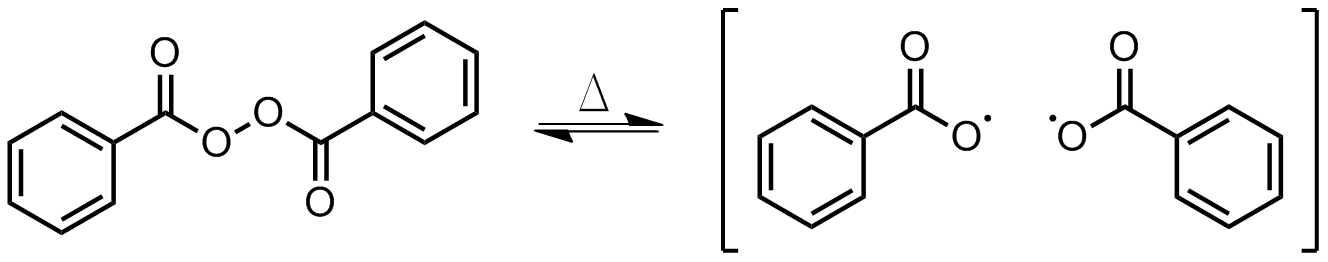
Primární rekombinace; závorky označují, že reakce probíhá za nepřítomnosti molekul rozpouštědla mezi radikály

- Ostatní druhy rekombinace: Dva radikály se rekombinují před zahájením iniciace, ovšem za jiných okolností než při primární rekombinaci.[2]

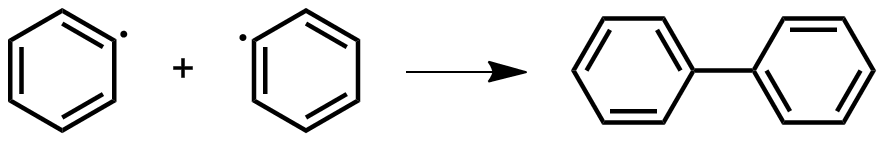
Rekombinace fenylových radikálů

- Vedlejší reakce: Vzniká jen jeden radikál místo tří, které by mohly vzniknout.

## Propagace

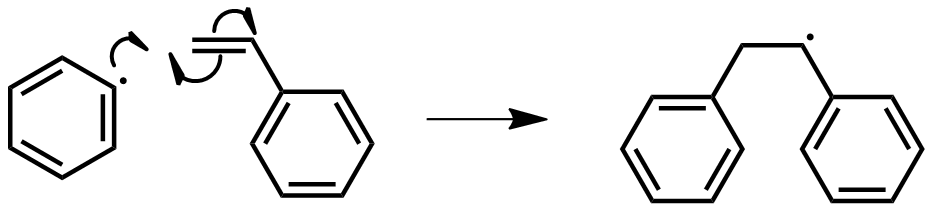
Fenylový iniciátor v podobě benzoylperoxidu (BPO) atakuje molekulu styrenu a zahajuje prodlužování polymerového řetězce

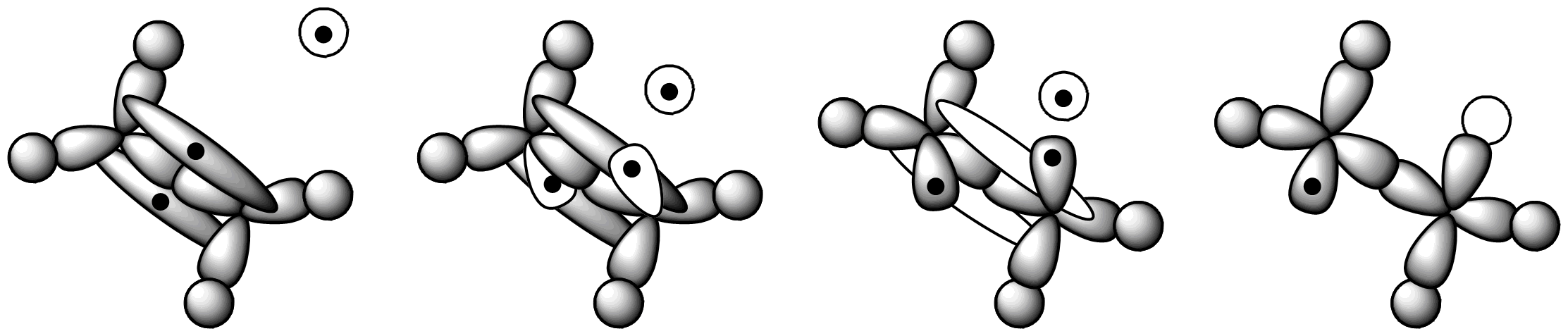
Znázornění reakce iniciátoru s molekulou ethenu pomocí orbitalů

Nejdéle trvající fází polymerizace je prodlužování řetězce, tedy propagace. Radikálový iniciátor po svém vzniku atakuje monomer. V molekule ethenu se jeden elektronový pár nachází v pevné poloze mezi dvěma uhlíky ve vazbě sigma. Druhý je v dostupnější vazbě pí. Volné radikály využívají elektron z vazby pí k vytvoření stabilnější vazby s uhlíkovým atomem. Zbylý elektron se vrátí na druhý atom uhlíku, čímž vznikne další radikál a tak je „založen“ polymerový řetězec.
Jakmile dojde k iniciaci, tak se řetězec prodlužuje, dokud je k dispozici monomer (při živé polymeraci) nebo dokud nedojde k terminaci
Propagace může mít v závislosti na řadě vlivů, jako jsou reaktivita radikálů a řetězce, druh rozpouštědla a teplota, jednotky až tisíce kroků.
Na následujícím obrázku je znázorněn mechanismus propagace:

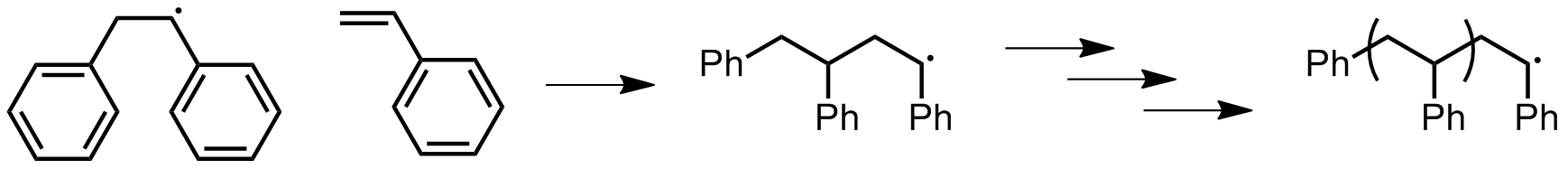
Propagace polymerace styrenu při použití fenylového radikálového iniciátoru

## Terminace
Vzhledem k vysoké reaktivitě radikálů musí dříve či později dojít k terminaci, ta může proběhnout několika různými mechanismy. Pokud mají být vytvořeny delší řetězce, tak je třeba udržovat koncentraci iniciátoru na nízké úrovni, jinak budou vznikat kratší řetězce.
Možné mechanismy terminace jsou:
- Spojení dvou konců aktivního řetězce
  - Kombinace: Dva konce řetězce se spojí za vzniku delšího řetězce. Zda dochází k tomuto jevu, lze určit zkoumáním molekulových hmotností propagovaných řetězců: kombinace povede ke zdvojnásobení molekulových hmotností. Kombinací rovněž vznikne polymer, který je C2 symetrický se středem v bodě, kde došlo ke kombinaci.[8]

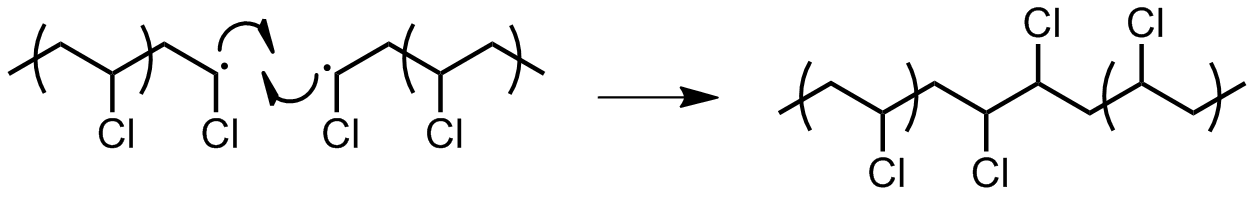
Terminace kombinací dvou molekul polyvinylchloridu (PVC)

- - Radikálová disproporcionace: Atom vodíku se přesune z jednoho řetězce na druhý, čímž vznikne jeden polymer, který má na konci molekuly násobnou vazbu, a druhý, u něhož je na konci molekuly jednoduchá vazba.[4]

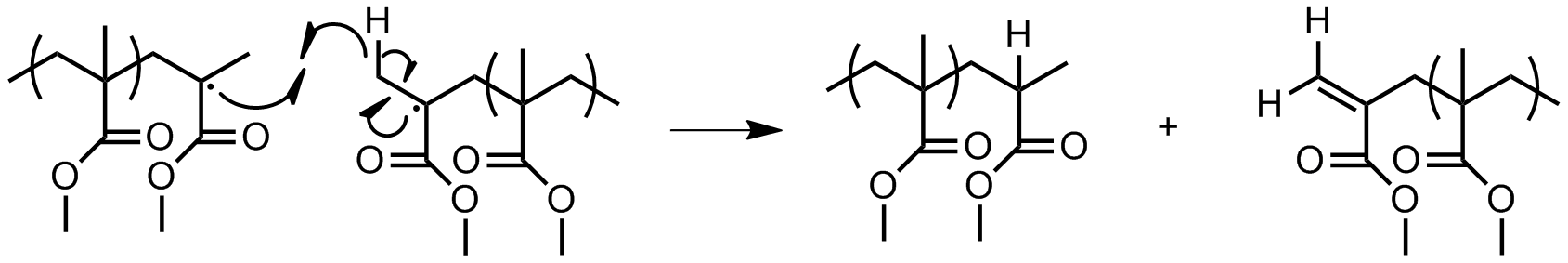
Terminace disproporcionací polymethylmethakrylátu

- Spojení aktivního řetězce a radikálového iniciátoru.[2]

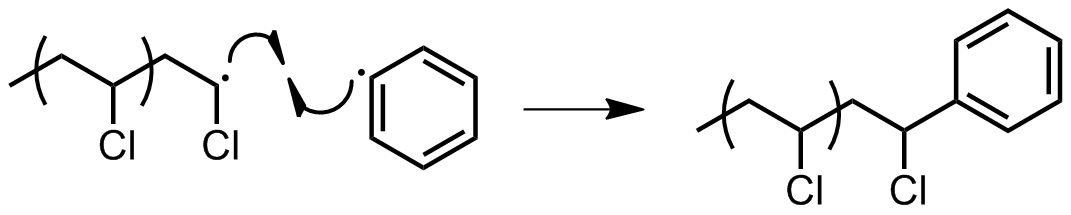
Terminace syntézy PVC reakcí s radikálovým iniciátorem

- Reakce s nečistotami nebo inhibitory: Častým inhibitorem je kyslík. Narůstající řetězec může reagovat s molekulárním kyslíkem za vzniku kyslíkového radikálu, který je mnohem méně reaktivní, čímž se propagace výrazně zpomalí.

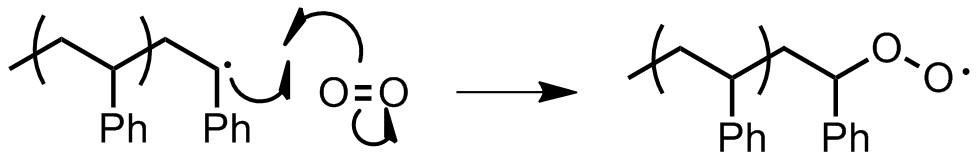
Inhibice propagace polystyrenu reakcí polymeru s molekulárním kyslíkem

Dalšími inhibitory jsou nitrobenzen, butylhydroxyltoluen a difenylpikrylhydrazyl (DPPH). DPPH je obzvláště účinným inhibitorem, jelikož způsobuje rezonanční stabilizaci radikálu.

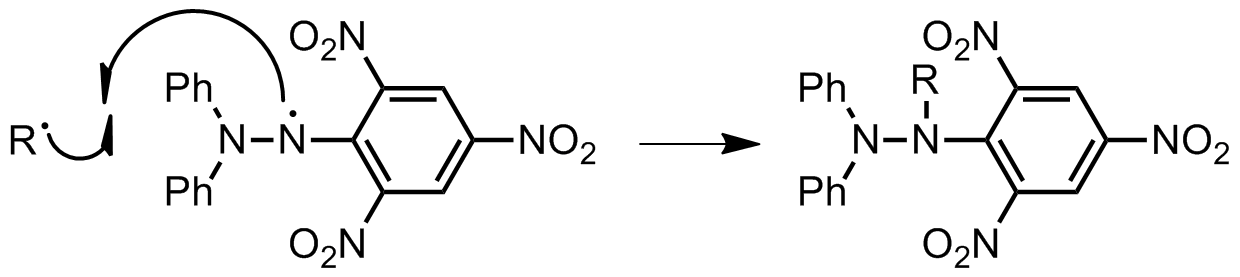
Inhibice propagace polymerového řetězce, R, pomocí DPPH

## Přesun řetězce
Na rozdíl od ostatních způsobů terminace při přesunu řetězce dochází k zániku pouze jednoho radikálu, ovšem také vzniká další radikál, který se ovšem v mnoha případech nemůže účastnit propagace. Podobně jako u disproporcionace zde dochází k odštěpení vodíkového či jiného atomu. Existuje několik různých mechanismů tohoto děje:
- Přesun na rozpouštědlo: z molekuly rozpouštědla se oddělí atom vodíku, což vede k tvorbě radikálu na této molekule, který se propagace neúčastní.

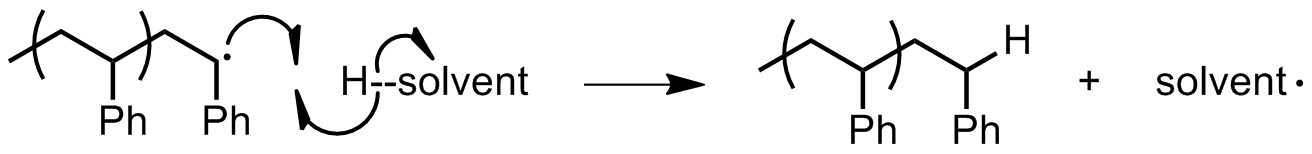
Přesun řetězce z polystyrenu na rozpouštědlo

Účinnost takovéhoto přesunu záleží na množství rozpouštědla (při vyšší koncentraci rozpouštědla je pravděpodobnost přesunu větší), energii vazby zapojené do odtržení atomu (u slabší vazby je pravděpodobnost vyšší) a stability radikálu vytvořeného z rozpouštědla (stabilnější radikál znamená vyšší pravděpodobnost přesunu). Halogeny, s výjimkou fluoru, se přesunují snadno.
- Na monomer: Atom vodíku se odštěpí z monomeru, na němž vzniká radikál, jehož rezonanční stabilizace zamezuje další propagaci.[2]

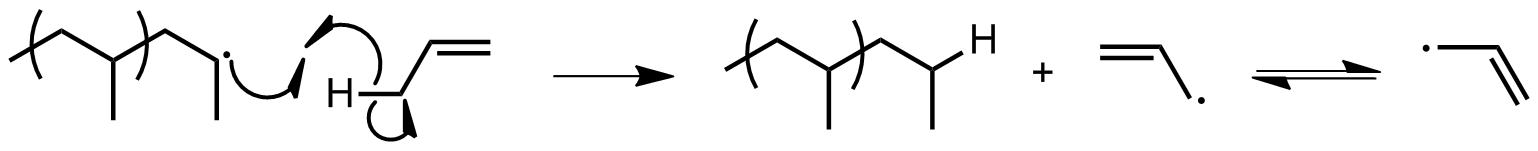
Přesun řetězce z polypropylenu na monomer

- Na iniciátor: Polymerový řetězec reaguje s iniciátorem, čímž se terminuje, ovšem vytváří nový radikálový iniciátor. Tento iniciátor následně zahájí tvorbu dalších polymerových řetězců; na rozdíl od ostatních druhů přenosu řetězce zde tedy dochází k další propagaci. Na přesun řetězce jsou zvlášť náchylné peroxidové iniciátory.[2]

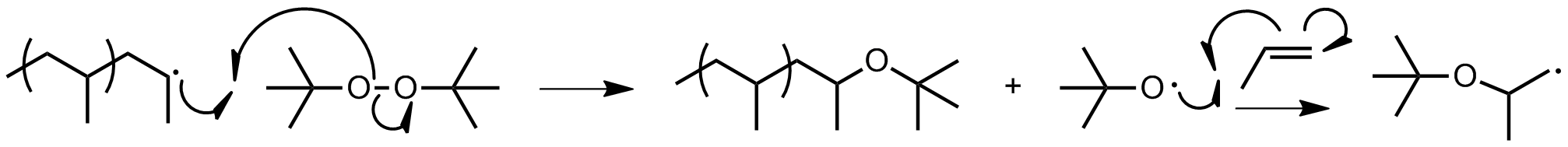
Přesun řetězce z polypropylenu na di-terc-butylperoxidový iniciátor

- Na polymer: Radikál polymerového řetězce odštěpí atom vodíku z jiného řetězce, čímž mu ale umožní větvit se a dále narůstat. V tomto případě se nemění počet polymerových řetězců ani polymerizovaných monomerů, takže úroveň polymerizace zůstává nezměněna.[11]

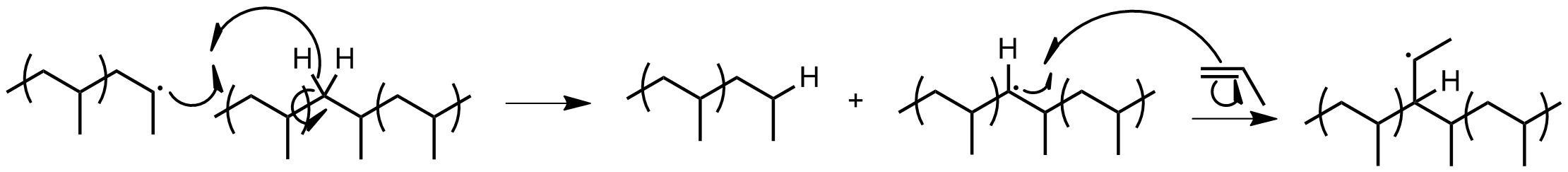
Přesun řetězce z polypropylenu na jiný polypropylen

Přesun řetězce má za následek hlavně zkrácení polymerového řetězce. Pokud je rychlost přesunu výrazně větší než rychlost propagace, tak vznikají velmi krátké polymery s dvěma až pěti opakujícími se jednotkami v molekule. Pomocí Mayovy rovnice lze odhadnout vliv přesunu řetězce na délku polymeru (xn): {\displaystyle {\frac {1}{x_{n}}}=\left({\frac {1}{x_{n}}}\right)_{o}+{\frac {k_{tr}[solvent]}{k_{p}[monomer]}}}, kde ktr je rychlostní konstanta přesunu řetězce a kp je rychlostní konstanta propagace. Z rovnice vyplývá, že nejvýznamnějším mechanismem je přesun na rozpouštědlo.

## Metody
Existuje několik různých metod radikálové polymerizace:
- Hromadná polymerizace: Do reakční směsi se přidávají pouze monomer a iniciátor, nikoliv rozpouštědlo.

- Polymerizace s rozpouštědlem: Do reakční směsi se přidávají monomer, iniciátor i rozpouštědlo.

- Suspenzní polymerizace: Reakční směs se skládá z vodné fáze, ve vodě nerozpustného monomeru a iniciátoru rozpustného v kapkách monomeru (monomer i iniciátor jsou hydrofobní).

- Emulzní polymerizace: Podobná suspenzní polymerizaci, od které se liší tím, že iniciátor se více rozpouští ve vodné fázi než v kapkách monomeru (monomer je hydrofobní a iniciátor hydrofilní). Potřeba je také emulzifikační činidlo.

- Šablonová polymerizace: Řetězce polymeru mohou narůstat podle šablony tvořené makromolekulami, což prodlužuje dobu, po kterou se mohou zvětšovat. Správně zvolená šablona může ovlivnit rychlost reakce i mikrostrukturu a molární hmotnost produktu, která může být až 70krát větší než bez použití šablony a dokonce větší než je molární hmotnost látek tvořících šablonu. Větší molární hmotnost produktu je způsobena zpomalením terminace radikály vytvářenými šablonou a přesuny k vedlejší šabloně po dosažení konce předchozí.[13]

- Plazmová polymerizace: Polymerizace je iniciovaná plazmatem. Lze ji použít k získání vysokomolekulárních polymerů z alkenů, alkynů i alkanů. Během propagace vznikají radikály i ionty. Plazmová polymerizace je metodou, která umožňuje přípravu tenkých vrstev polymerů využívaných například v tenkovrstvých kondenzátorech, antireflexních povlacích a řadě druhů tenkých membrán.[1]

- Ultrazvuková polymerizace: Polymerizace se iniciuje silným ultrazvukem. Dochází ke vzniku polymerů s vysokou molekulovou hmotností, ale účinnost reakce je nízká (<15 %). Tento postup má omezené možnosti využití, protože vysoká viskozita narušuje tvorbu dutin a vytváření radikálů.

## Kinetika
Rychlosti iniciace, propagace a terminace běžné řetězcové polymerizační reakce lze popsat těmito rovnicemi:
{\displaystyle v_{i}={\operatorname {d} [M\cdot ]/\operatorname {d} t}=2k_{d}f[I]}
{\displaystyle v_{p}=k_{p}[M][M\cdot ]}
{\displaystyle v_{t}={-\operatorname {d} [M\cdot ]/\operatorname {d} t}=2k_{t}[M\cdot ]^{2}}
kde f je účinnost iniciátoru a kd, kp a kt jsou postupně rychlostní konstanty disociace iniciátoru, propagace a terminace. [I], [M], a [M•] jsou postupně koncentrace iniciátoru, monomeru a narůstajícího řetězce.
Při určitém zjednodušení lze předpokládat, že koncentrace aktivních narůstajících řetězců jsou stálé. Koncentraci aktivních řetězců lze vyjádřit pomocí koncentrací ostatních látek v soustavě:
{\displaystyle [M\cdot ]=\left({\frac {k_{d}[I]f}{k_{t}}}\right)^{1/2}}
V tomto případě lze rychlost propagace pomocí funkcí koncentrací monomeru a iniciátoru.
{\displaystyle v_{p}={k_{p}}\left({\frac {fk_{d}}{k_{t}}}\right)^{1/2}[I]^{1/2}[M]}
Délka kinetického řetězce v vyjadřuje průměrný počet monomerových jednotek reagujících s aktivním centrem za dobu jeho existence a skrz mechanismus terminace je spojená s molekulovou hmotností produktu. Bez zahrnutí přenosu řetězce jde pouze o funkci rychlostí propagace a terminace.
{\displaystyle \nu ={\frac {v_{p}}{v_{i}}}={\frac {k_{p}[M][M\cdot ]}{2fk_{d}[I]}}={\frac {k_{p}[M]}{2(fk_{d}k_{t}[I])^{1/2}}}}
Při zanedbání vlivu přenosu řetězce průměrný stupeň polymerizace Pn závisí pouze na délce kinetického řetězce. Pokud dojde k disproporcionační terminaci, tak vzniká jedna molekula polymeru na každý kinetický řetězec:
{\displaystyle x_{n}=\nu }
Při kombinační terminaci vzniká jedna molekula polymeru na dva kinetické řetězce:
{\displaystyle x_{n}=2\nu }
Pokud probíhají oba tyto mechanismy, tak lze reakci popsat pomocí veličiny {\displaystyle \delta }, která vyjadřuje celkový vliv disproporcionace na terminaci:
{\displaystyle x_{n}={\frac {2}{1+\delta }}\nu }
Při započítání vlivu přenosu řetězce jím kinetický řetězec není ovlivněn, protože narůstající radikálové centrum vytvořené iniciací při přenosu řetězce nezaniká, i když vzniká několik polymerových řetězců. Průměrný stupeň polymerizace se ovšem při přenosu řetězce snižuje, protože dochází k terminaci narůstajících řetězců. Při započtení vlivu přenosu řetězce do reakce rozpouštědla S, iniciátoru I, polymeru P, a činidla způsobujícího přenos řetězce T rovnice vyjadřující Pn vy\padá takto:
{\displaystyle {\frac {1}{x_{n}}}={\frac {2k_{t,d}+k_{t,c}}{{K_{p}}^{2}[M]^{2}}}v_{p}+C_{M}+C_{S}{\frac {[S]}{[M]}}+C_{I}{\frac {[I]}{[M]}}+C_{P}{\frac {[P]}{[M]}}+C_{T}{\frac {[T]}{[M]}}}
Často se definuje konstanta přenosu řetězce C pro jiné molekuly:
{\displaystyle C_{M}={\frac {k_{tr}^{M}}{k_{p}}}}, {\displaystyle C_{S}={\frac {k_{tr}^{S}}{k_{p}}}}, {\displaystyle C_{I}={\frac {k_{tr}^{I}}{k_{p}}}}, {\displaystyle C_{P}={\frac {k_{tr}^{P}}{k_{p}}}}, {\displaystyle C_{T}={\frac {k_{tr}^{T}}{k_{p}}}}

## Termodynamika
U řetězcové polymerizace lze vlastnosti rovnovážného stavu reakce určit podle její termodynamiky. K popisu termodynamiky reakce se často používá Gibbsova volná energie (ΔGp). Polymerizace bude probíhat, pokud platí ΔGp < 0; pokud ΔGp > 0, tak u polymeru bude docházet k depolymerizaci. Z termodynamické rovnice ΔG = ΔH – TΔS vyplývá, že rovnováha bude nejvíce posunuta směrem k polymeru při záporné změně entalpie a nárůstu entropie.
Polymerizace je obecně exotermní reakce, změna entalpie je tedy záporná, protože adice monomeru na polymerový řetězec spočívá v přeměně vazeb π na vazby σ nebo otevírání cyklu, kterým se uvolňuje kruhové napětí cyklického monomeru. Během polymerizace se spojuje mnoho malých molekul, což vede k omezení možností rotace a posunu vazeb, což vede ke snížení entropie a tak téměř u všech polymerizací platí, že ΔSp < 0. Jelikož je téměř vždy entropicky upřednostňována depolymerizace, tak ΔHp musí mít dostatečně nízkou hodnotu, aby byla ΔGp menší než 0.
Polymerizace je obecně upřednostňována při nízkých teplotách, kdy má TΔSp a depolymerizace převažuje při vysokých teplotách, kdy má TΔSp vysokou hodnotu. S rostoucí teplotou je ΔGp stále méně záporná a v určitém okamžiku je rovna nule, pak jsou rychlosti polymerizace a depolymerizace stejné.

## Stereochemie
Stereochemie polymerizace vysvětluje rozdílné vlastnosti polymerů, které mají stejné složení. Stereoizomerie při řetězcových polymeracích byla studována již v 20. letech 20. století, myšlenka, že každá polymerizace může vést ke vzniku stereoizomerů, byla plně přijata asi o 20 let později. Velkým průlomem v této oblasti byl objev Zieglerových–Nattových katalyzátorů v 50. letech, který umožnil stereoselektivní syntézu polymerů.
Stereochemie polymerů je zkoumána, protože jejich fyzikální vlastnosti závisí nejen na chemickém složení, ale také na méně výrazných rozdílech v mikrostruktuře.
Ataktické polymery se skládají mají náhodné uspořádání stereochemie a jsou amorfní (nemají tedy krystalovou strukturu) a jsou málo odolné. Odpovídající izotaktické (všechny substituenty jsou na stejné straně) a syndiotaktické (substituenty tvoří střídající se jednotky nacházející se na jedné straně) polymery jsou často krystalické. Polymery s pravidelnou stereochemií snadněji tvoří krystaly a jsou mimo jiné odolnější vůči chemickým i fyzikálním působením.
Jako příklad lze uvést polypropylen. Izotaktický polypropylen je krystalická látka s vysokou teplotou tání (165 °C) používaná na výrobu plastových předmětů i vláken. Ataktický polypropylen je olejovitá až voskovitá hmota používaná jako složka maziv, tmelů a lepidel, která se však vyrábí v mnohem menších množstvích než izotaktický polypropylen.
Po připojení monomeru na radikálový konec řetězce je stereochemie výsledného produktu ovlivňována dvěma faktory:
1. interakcemi mezi koncovým uhlíkem řetězce a monomerem
2. konfigurací předposlední monomerové jednotky v řetězci[4]

Koncový uhlík má hybridizovaný orbital sp2 a vytváří rovinnou strukturu. Při polymerizaci obecného monomeru CH2=CXY jsou dvě možnosti, jak se monomer může přiblížit ke koncovému uhlíku: zrcadlové přiblížení (pokud jsou všechny substituenty na stejné straně) a nezrcadlové přiblížení (substituenty se nacházejí na různých stranách molekuly). Pokud před připojením dalšího monomeru nedojde k volné rotaci, tak zrcadlové přiblížení povede ke vzniku izotaktického a nezrcadlové přiblížení povede ke vzniku syndiotaktického polymeru.

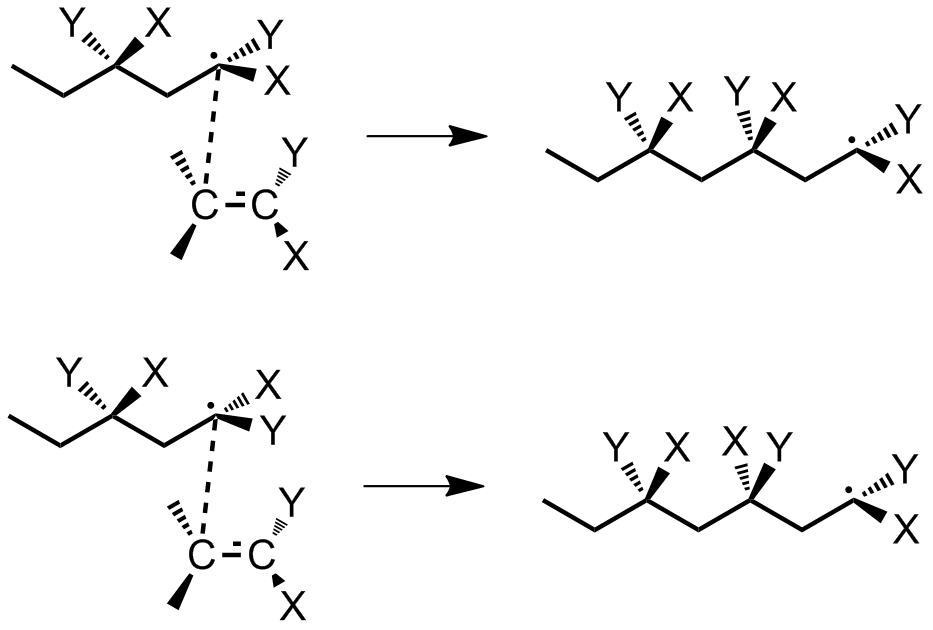
Při přiblížení shora se vytváří izotaktický polymer a při přiblížení zespoda vzniká syndiotaktický polymer

Pokud jsou interakce mezi substituenty předposlední monomerové jednotky a koncovým atomem uhlíku dostatečně silné, tak se vlivem konformačních jevů vytvoří takový produkt, aby byly sterické a elektrostatické interakce v něm nejslabší.

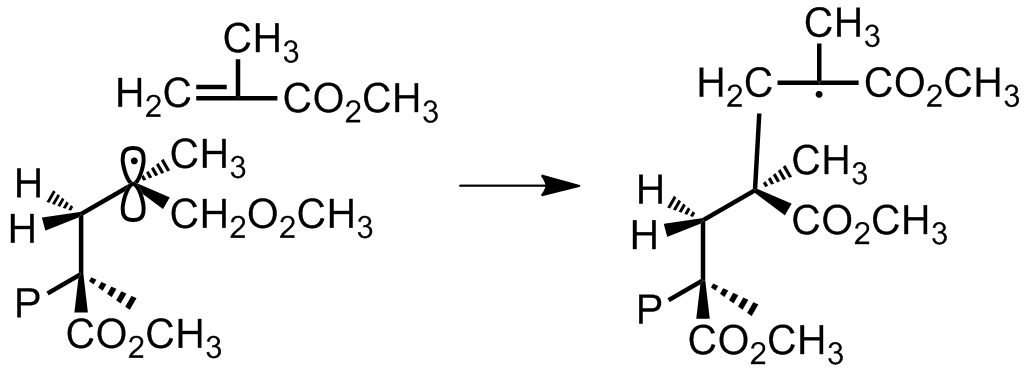
Interakce předposlední monomerové jednotky s koncovým atomem uhlíku způsobí, že se monomer připojí tak, aby bylo sterické působení mezi substituenty co možná nejslabší (P představuje řetězec polymeru)

## Reaktivita
Reaktivita monomerů a se udává pro kopolymerizace. K semikvantitativnímu určení se používá Q–e schéma, které poprvé použili Turner Alfrey a Charles C. Price roku 1947. Tento postup zohledňuje vnitřní termodynamickou stabilitu a vliv polarity na meziprodukt. Obecný radikál {\displaystyle M_{i}^{o}} a monomer {\displaystyle M_{j}} mají reaktivity Pi a Qj. Vliv polarity, předpokládaný stálý elektrický náboj radikálu nebo molekuly, se vyjadřuje činitelem e, který pro daný monomer konstantou a je stejný i u radikálu vytvořeného z tohoto monomeru. Přidání monomeru 2 k řetězci, jehož aktivním koncem je radikál monomeru 1, se vyjádří pomocí čtyř parametrů:
{\displaystyle k_{12}=P_{1}Q_{2}\exp(-e_{1}e_{2})}
Reaktivita monomeru vzhledem k připojení monomerů 1 a 2 na řetězec je:
{\displaystyle r_{1}={\frac {k_{11}}{k_{12}}}={\frac {Q_{1}}{Q_{2}}}\exp(-e_{1}(e_{1}-e_{2}))}
Při kopolymerizaci dvojice monomerů se použijí dvě konstanty r1 a r2, které umožňují určit (Q1/Q2) a (e1 – e2). Každá z těchto hodnot se vztahuje k referenčnímu monomeru, kterým je obvykle styren s definovanými hodnotami Q = 1.0 a e = –0,8.

## Využití
Radikálová polymerizace se využívá například při výrobě polystyrenu, termoplastických elastomerů, tenzidů a maziv.
Radikálová polymerizace má využití i ve výzkumu, například při funkcionalizaci uhlíkových nanotrubic. Připojením malých molekul na vnější stěny nanotrubic lze tuto jejich vlastnost omezit a ovládat jejich interakce s okolím. Použití polymerů místo malých molekul mění vlastnosti nanotrubic (které také mohou ovlivňovat vlastnosti polymerů). Byly připraveny uhlíkové nanotrubice pokryté polystyrenem získaným radikálovou polymerizací, následně při 130 °C smíchaným s uhlíkovými nanotrubicemi a připojeným na jejich vnější stěny.
Řetězcovou polymerizací vznikají polymery s předem určenými vlastnostmi. K získání jednotnějšího rozdělení molekulových hmotností lze polymer přečistit.

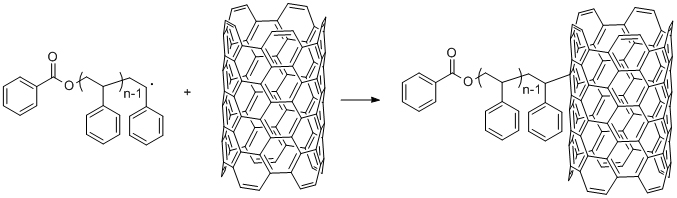
Připojení volného radikálu polystyrenu na jednostěnnou uhlíkovou nanotrubici

Radikálovou polymerizaci lze rovněž využít k přípravě nanokompozitních hydrogelů. Tyto gely se vyrábí z ve vodě bobtnajících jílů, jako jsou smektity, obalenými vrstvou polymeru. Často jde o biokompatibilní materiály, které mají možná využití například při výrobě umělých tkání. Použité polymery se získávají radikálovou polymerizací. Jíl je rozptýlen ve vodě, kde vytvoří drobné porézní vrstvy. Následně se přidají iniciátor a také katalyzátor, kterým je obvykle akrylamid nebo jeho derivát. Iniciátor se na jíl váže silněji než polymer, takže se na jeho povrch naváže přednostně. Tato směs se zahřívá ve vodě, čímž dojde k iniciaci polymerizace. Jelikož dochází k rekombinačním a disproporcionačním reakcím, tak se jednotlivé polymerové řetězce vážou na sebe, čímž vzniká silná vrstva síťovaného polymeru, jehož řetězce jsou pospojovány částečkami jílu. Radikálová polymerizace zde umožňuje připravit polymery z mnoha různých výchozích látek, což je důležité, jelikož se chemické vlastnosti jednotlivých jílů liší. Terminací řetězcové polymerizace se vytvářejí polymery, které jsou mechanicky odolné a biokompatibilní.

### Elektronika
Radikálovou polyerací získávaný polymer PTMA má asi desetkrát větší elektrickou vodivost než ostatní polovodivé polymery. Patří mezi elektricky aktivní polymery, které mohou být využity při výrobě průhledných fotovoltaických článků, protistatických vrstev na obrazovkách mobilních telefonů, protistatických vrstev u letadel, chránících letadla před blesky. K většímu využití by bylo třeba zvýšit jejich vodivost 100krát až 1000krát.
Potřebný polymer se vyrábí postupem, který začíná nahrazením jednoho určitého vodíkového atomu v PTMA atomem kyslíku. Tento kyslíkový atom má ve valenční slupce nepárový elektron, a tak může přenášet elektrický náboj. Tímto postupem lze získat čtyři různé funkční skupiny, přičemž dvě z nich by mohly být schopné zvýšit elektrickou vodivost.